# Aum Neko
Pour les articles homonymes, voir Neko.
Mimi Chuichai, aussi connue sous le pseudonyme Aum Neko (ou Am Necko), née en décembre 1993, est une militante républicaine thaïlandaise, réfugiée politique en France. Elle milite pour l'abolition du crime de lèse-majesté ainsi que pour les droits des personnes trans et travailleurs du sexe.
Elle est réfugiée en France à partir de 2015, après avoir fui la persécution de la junte militaire. Depuis, Aum Neko continue de mener son combat, a suivi des études en sociologie et participe régulièrement à des manifestations contre l'emprise du pouvoir militaire en Thaïlande. Elle co-préside l'association de soutien aux personnes trans Acceptess-T.

## Biographie

### Jeunesse, études et débuts du militantisme
Elle naît à Bangkok le 29 décembre 1993 de sexe masculin selon l'état-civil (assignée garçon) sous le nom de "Sarun Chuichai". Elle grandit à Bangkok et fait des études d'anglais et d'allemand à la faculté de l'éducation à l'université Chulalongkorn pendant une année avant de partir pour celle de Thammasat . Comme la plupart des universités en Thaïlande, l'université Chulalongkorn impose le port de l'uniforme selon leur assignation sexuelle, et non leur genre. Aum Neko affirme dans son entretien avec Eugénie Mérieau que Thammasat "est réputée plus progressiste, et plus respectueuse de la dignité humaine" et que c'est une des seules universités du pays où en théorie les uniformes ne sont pas obligatoires. En pratique, Thammasat impose également le port d'un uniforme pour passer les examens sous peine de sanctions pouvant aller jusqu'à l'exclusion, et oblige également à ce que les photos d'identité se fassent dans cette tenue. Aum Neko lance en septembre 2013 une campagne provocante à l'encontre de cette obligation: des posters représentant des étudiants en uniforme, simulant des actes sexuels,,. Elle attire l'attention sans pour autant choquer, ni convaincre.
Ce n'est pas sa première action: elle avait déjà critiqué l'article 112 du Code pénal thaïlandais en 2012, et en décembre de la même année, participé à remplacer le drapeau de l'université par un drapeau noir, pour selon elle critiquer les positions politiques ultraroyalistes du recteur. Elle est suspendue durant deux ans de la faculté à l'issue de ladite action, tandis qu'une campagne est menée à l'intérieur de l'université pour obtenir son renvoi définitif.

### Accusations de lèse-majesté, coup d'État, fuite et exil en France
En septembre 2013, Aum Neko est accusée de crime de lèse-majesté par l'animatrice de l'émission de télévision Best of your life Fah Pornitipa (Pontipa Supatnukul ou Phornthipa Supatnukul) : durant le tournage de l'émission de télévision Best of your life, l'étudiante aurait  critiqué l'opacité du système monarchique thaïlandais et la règle selon laquelle il faut se lever pour l'hymne national au cinéma et au théâtre ; l'émission ne sera finalement jamais diffusée et l'étudiante continue ensuite son action militante, notamment en sexualisant la lutte politique.
En mai 2014, lorsque la junte militaire prend le pouvoir, Aum Neko, directement menacée de mort et de torture, de prison, contacte l'ambassade d'Allemagne et l'ambassade de France, fuit et parvient à obtenir l'asile politique en France. Le 13 juin, un mandat d'arrêt est lancé contre elle. Elle est interceptée durant son transit à l'aéroport de Séoul, mais obtient des autorités coréennes l'autorisation de pouvoir continuer son voyage. 
En 2015, le journal Bangkok Post confirme que Aum Neko ainsi que Somsak Jeamteerasakul et Jaran Ditapichai sont toujours poursuivis pour crime de lèse-majesté en Thaïlande,,, et Aum Neko obtient le statut de réfugiée politique en France.  
En 2016, la militante républicaine est à nouveau menacée de mort par des royalistes pour s'être réjouie sur les réseaux sociaux de la mort du roi Rama IX. 

### Agression préméditée à Paris (novembre 2019)

#### Faits, éléments de l'enquête et procès
Dans la soirée du 17 novembre 2019, Aum Neko a été violemment agressée à Paris, en compagnie du musicien Nithiwat Wannasiri du groupe ไฟเย็น (Fai Yen / litt. feu froid) lui aussi agressé et blessé en voulant s'interposer. Ce dernier est aussi un opposant thaïlandais en exil en France. Il ressort vite des éléments de l'enquête conduite par les autorités françaises que l'agression a été préméditée. Les agresseurs ont agi gantés et cagoulés et des photographies d'Aum Neko, de Nithiwat Wannasiri et de Jaran Ditapichai ont été découvertes dans les téléphones portables des deux personnes qui ont pu être écrouées. Ces derniers, les agresseurs, avaient été interpellés dans la foulée des événements par un équipage de la brigade anti-criminalité (BAC 75 N) alors qu'ils tentaient de voler un scooter dans leur fuite. Ils ont fait l'objet d'un mandat de dépôt à l'issue de leur garde à vue, et ont été placés en détention provisoire pendant une période d'environ deux ans dans l'attente de leur procès. Il s'est avéré que les deux individus étaient amis, de nationalité tchèque, exerçant la profession d'agents de sécurité en discothèque à Prague et pratiquants de Mixed Martial Arts (MMA). Daniel Vokal, 28 ans, et Jakub Ozek, 26 ans, ont affirmé aux enquêteurs que le jour de l'agression, ils se trouvaient à Paris pour participer à une manifestation du groupuscule d'extrême-droite Génération Identitaire avant de se rétracter. Jakub Ozek a, de plus, affirmé que 50 000 couronnes (environ 2000 euros) lui ont été promises pour commettre l'agression avant de se rétracter par la suite. 
Les agresseurs auraient agi sous les ordres d'un commanditaire identifié : Petr Donatek. Les éléments de l'enquête montrent que Donatek a payé les billets d'avion ainsi que l'hébergement à l'hôtel des deux agresseurs. Quelques instants avant les faits, Donatek est vu à une terrasse de café, en face du bar où se trouvaient les victimes, à régler les consommations des deux agresseurs. Il aurait même été vu en train de filmer l'agression. Donatek parvint à quitter le territoire français et à retourner en République tchèque sans être interpellé. Il a fait l'objet d'un mandat d'arrêt Europol, puis a été interpellé en République tchèque mais a finalement été remis en liberté. Donatek, à deux reprises et certificats médicaux à l'appui, a prétexté ne pas pouvoir se rendre aux convocations des deux audiences du procès du fait des effets secondaires des vaccins contre le Covid 19 qu'il se serait fait administrer (la première audience du 14 septembre 2021 avait été ajournée pour lui donner l'occasion de livrer sa version). Petr Donatek est finalement arrêté le 13 juillet 2022 alors qu'il passe des vacances en Italie puis remis trois mois plus tard aux autorités françaises et il comparait le 1er février 2023 devant la Cour d'appel de Paris.
Le verdict en première instance a été rendu pour Daniel Vokal et Jakub Ozek, les deux agresseurs, le 23 novembre 2021. Ceux-ci sont respectivement condamnés à vingt-six et trente mois de prison ferme,.
Petr Donatek est condamné par la Cour d'appel le 2 mars 2023 à quatre ans de prison ferme.

#### Suspicions sur l'identité du ou des commanditaires
Les agresseurs directs ont affirmé aux enquêteurs qu'ils se trouvaient à Paris pour participer à une manifestation du groupuscule d'extrême-droite Génération identitaire avant de se rétracter. Petr Donatek, commanditaire présumé et identifié, est connu pour être un maître d'arts martiaux japonais et président de la fédération tchèque de Toyama-ryū. La presse française a fait état de liens sur les réseaux sociaux qu'entretiendrait Donatek avec une personnalité d'origines tchéco-nippones et politicien d'extrême-droite tchèque : Tomio Okamura,. Ce dernier a été fondateur et ex-président de l'ex-parti politique populiste Aube - Coalition nationale et est président depuis 2015 du parti classé à droite ou à l'extrême-droite Liberté et démocratie directe.  
Le journal Libération cite dans son article "De Prague à Paris, la répression thaïlandaise a le bras long", une déclaration de Pavin Chachavalpongpun qui avait été victime d'une agression à son domicile à Kyoto le 8 juillet 2019 et qui fait le lien avec l'agression à Paris : "J'ai souffert de brûlures durant trois jours. L'objectif était de me faire taire. Depuis, j'ai peur, j'ai des caméras partout. Ma vie ne sera plus jamais la même, explique le chercheur, lui aussi réfugié politique. Durant l'enquête, la police japonaise m'a demandé si je connaissais quelqu'un en République tchèque, suggérant que mon agresseur était lié à quelqu'un originaire de là-bas.". 
Cependant, il est déjà arrivé à Pavin Chachavalpongpun de dénaturer les déclarations de la police japonaise dans le cadre de l'enquête relative à son agression. Ainsi le média Al Jazeera rapporte ceci dans un article publié sur son site internet en date du 6 août 2019 : "He said the police “understand the context” of his case, and claimed an international terrorism unit was also investigating. Pavin also wrote on social media that a Japanese diplomat had confirmed the attack. Kyoto police confirmed to Al Jazeera that an investigation is under way, but declined to comment in detail, citing the “confidential” nature of the case. They previously told the Financial Times it is not being treated as a “terrorist incident”.".
C'est sur la base du témoignage de Pavin Chachavalpongpun que des soupçons sont dirigés vers le Palais royal de Thaïlande. Le principal argument étant la proximité géographique entre la ville de Prague et la Bavière où le Roi Vajiralongkorn (Rama X) a l'habitude de séjourner. "C'est une théorie, mais le roi de Thaïlande, qui vit en Bavière, a pu demander à ses hommes en Allemagne de trouver quelqu'un pour nous agresser. Ces hommes auraient pu recruter un gang de la République tchèque voisine pour attaquer Aum Neko à Paris, avance Pavin Chachavalpongpun. Grâce à ce réseau tchèque, ils auraient pu aussi trouver un gang au Japon pour venir m'attaquer. C'est peut être le lien entre la République tchèque, la France et le Japon.".
Yan Marchal,, un expatrié français célèbre sur les réseaux sociaux en Thaïlande, réputé proche du groupe Faiyen et de Aum Neko avec qui il s'est affiché ostensiblement sur les réseaux sociaux, a déclaré ce qui suit sur sa page Facebook personnelle (23 novembre 2021 à 20 h 1) : "Thai activists are quick to point fingers at you-know-who, and the journalist barely refrains from jumping to the same conclusion. But evidence of that has yet to exist.".

### Militantisme trans en France
En France, Mimi Chuichai devient[Quand ?] co-présidente et porte-parole de l'association Acceptess-T, une des principales associations trans du pays qui est notamment active dans l'aide aux travailleuses du sexe immigrées. Elle est aussi porte-parole du Syndicat du travail sexuel (STRASS). Elle y défend notamment la fin de la pénalisation des clients de la prostitution.

### Virage conservateur après le retour de Thaksin Shinawatra en Thaïlande
Après des accords secrets passés avec la junte militaire, le milliardaire Thaksin Shinawatra revient de 17 ans d’exil, en Thaïlande le 22 août 2023. Aum Neko, soutien depuis longtemps Thaksin. Elle fait le même virage conservateur que lui en reprenant à son compte les discours royalistes et nationalistes selon qui le parti orange Move Forward est un « laquais » de « l’impérialisme américain et occidental » et du « capitalisme international »,. 